# Volkswagen Logus

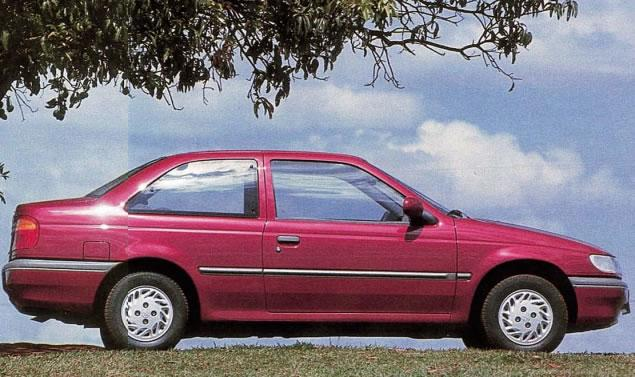
Vista lateral

O Logus foi um automóvel fabricado pela Volkswagen do Brasil entre 1993 e 1997, com 125.332 unidades fabricadas. O carro surgiu tendo como base a plataforma da geração Mk5 do Ford Escort, do qual herdou sua base mecânica e suspensão. A linha Logus/Pointer foi o último fruto da Autolatina.

## História
A história do Volkswagen Logus começou quando a Volkswagen sentiu necessidade de colocar em sua linha de produtos um novo sedan médio, já que o Apollo mostrou-se um grande fracasso comercial. Com a Autolatina, uma joint-venture com a Ford, surgiu o projeto de usar como base a segunda geração do Escort nacional. Ao invés de fazer uma cópia do modelo da co-irmã, que já não tinha dado certo com o Apollo, a Volkswagen resolveu apenas usar a mesma base mecânica, mas por fora tinha que mostrar ao público que era um produto novo. A ideia seria ainda aproveitar a mão de obra da Ford, produzindo os carros na Unidade do Taboão, em São Bernardo do Campo (SP), de onde também saia os modelos Escort, Verona, Hobby e Pampa.
Os desenhos do novo projeto tiveram início nos estúdios da Ghia Design, em Turim, Itália, e foi finalizado no Brasil pelos designers da Volkswagen, com a liderança de Luiz Alberto Veiga, também conhecido como o "pai" do Fox. O carro contava apenas com versões duas portas, o que lhe dava uma certa esportividade, assim como evitava uma briga interna, pois a Ford já tinha um sedan quatro portas pronto para ser lançado, no caso, o Verona. Enfim, era um carro moderno, com uma aerodinâmica notável até então: coeficiente aerodinâmico (Cx) de 0,32, um dos mais baixos índices da época.

### 1993: O ano do lançamento
O lançamento do Volkswagen Logus aconteceu em março de 1993 e inicialmente era oferecido nas versões CL, GL e GLS. A primeira (básica) trazia poucos equipamentos de série com motores carburados de 1,6 litros (de origem Ford, o AE-1600) e de 1,8 (esse sim Volkswagen, o AP-1800). A intermediária GL tinha alguns acessórios a mais, como vidros verdes, rádio e espelho no para-sol. E a top de linha, a GLS, contava com itens de série tais como: vidros, travas e espelhos com acionamento elétrico, um até então inédito rádio toca-fitas com amplificador e equalizador, que equipava também a versão XR3 do Ford Escort, faróis de neblina, espelho no para-sol com luz e volante com altura regulável entre outros. Essas duas últimas versões contavam apenas com motores 1,8.
A inovação do modelo equipados com motor 1.8 a gasolina estava no inédito "carburador eletrônico", onde o afogador funcionava automaticamente e a rotação da marcha lenta era mantida sempre estável. A borboleta de aceleração e a válvula eletromagnética de marcha lenta eram controladas por um microprocessador, assegurando a confiabilidade do sistema. O seu câmbio era acionado por cabos (um cabo para seleção, outro para o engate), ao invés do tradicional varão, sendo semelhante ao do Golf alemão. Esse câmbio era conhecido por MQ.

### 1994: Chegou o motor 2 litros
A partir de 1994, a Volkswagen passou a adotar no modelo GLS o motor AP-2000 e encurtou o diferencial de todos os modelos em 14%, ajudando enfim o desempenho. Inicialmente, o motor AP-2000 era oferecido com o malfadado "carburador eletrônico", que acabou dando muitas dores de cabeça aos seus proprietários. De qualquer forma, o carro ganhou muito em desempenho com as modificações feitas. Nesse ano, a montadora também abandonou o motor AE-1600 na versão CL a favor do AP-1600. A versão GLSi fabricada no final de 1994, já possuía a injeção multiponto FIC, citada abaixo.

### 1995: A era digital
A grande novidade preparada para 1995 estava na adoção da injeção eletrônica, começando pelo GLSi equipado com motor de 2,0 litros. Com uma injeção multiponto (FIC Digital EFI-D), o carro obteve um desempenho surpreendente alcançando a marca de 194 km/h nos testes da Quatro Rodas, passando a ser considerado o Volkswagen mais rápido produzido no Brasil. Nos modelos CLi (motores de 1,6 e 1,8 litros), a injeção era monoponto (FIC Digital CF1-D).
Ainda em 1995 foi lançado o modelo "Wolfsburg Edition", uma homenagem da filial brasileira à cidade que abriga a sede da matriz. O grande destaque estava no acabamento diferenciado (principalmente o interior todo em veludo), rodas de liga leve de 14" e nos faróis estendidos do Volkswagen Pointer, com unidades de longo alcance junto à grade, porém perdendo acessórios requintados como o CD player com equalizador digital. O motor também recebeu algumas melhorias técnicas, que chegava a alcançar 120 cavalos de potência na versão a gasolina e 123 cavalos de potência na versão a álcool, que por sua vez foram produzidas poucas unidades diferenciada pelo brasão com fundo branco.

### 1996: Destino traçado
Em 1996 o destino do Volkswagen Logus já estava traçado. Com o fim da Autolatina em outubro de 1996, Volkswagen e Ford fizeram um acordo de cavalheiros que previa a manutenção do suporte dos produtos híbridos por um ano. Para a Volkswagen, não era economicamente viável comprar todo o ferramental a fim de continuar produzindo o carro em uma de suas fábricas, que também não possuíam espaço físico para uma nova linha de montagem. A linha daquele ano apresentava mudanças apenas nos tecidos, calotas e para-choques pintados para ambos os modelos e somem as versões CL, GL e GLS, ficando agora como 1.6i, 1.8i (possuindo maior leque de opcionais para as versões, podendo se mesclar o padrão de acabamento GL ao motor 1.6) e o "Wolfsburg Edition".

### 1997: O fim
Algumas unidades do Volkswagen Logus foram feitas em 1997 com peças sobressalentes produzidas no ano anterior. Foram pouquíssimas (estima-se cerca de 1.000 unidades) e ele acabou saindo de linha. Numa tentativa de tapar o buraco com a ausência de um sedan médio em sua linha, a Volkswagen resolveu trazer da Argentina o modelo Polo Classic.

## Versões
- CL/CLi*
- GL/GLi*
- GLS/GLSi*
- Wolfsburg Edition

(*) Até final de 1994 ainda existiam versões com carburador. Para diferenciação, as versões com injeção eletrônica eram identificadas pela letra "i".